# East Lancs E Type

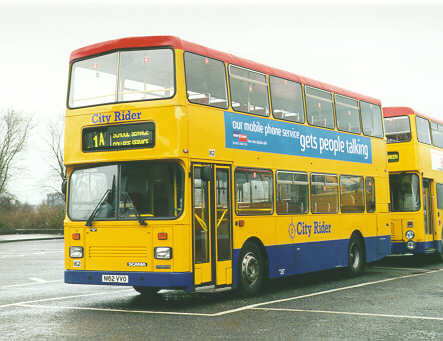
Un autobus con carrozzeria E type

La East Lancs E Type è una carrozzeria per autobus a due piani disponibile per diversi telai prodotta dalla East Lancashire Coachbuilders.
I telai sui quali può essere montata sono i seguenti:
- Dennis Dominator
- Dennis Arrow
- Leyland Olympian
- Scania N113DRB
- Volvo B10M
- Volvo Olympian

## Descrizione
I primi esemplari della carrozzeria E-Type presentano una marcata somiglianza con la carrozzeria R-Type prodotta dalla Alexander nel 1984 mentre gli ultimi esemplari hanno invece degli elementi estetici più marcatamente East Lancs.
La carrozzeria E-type è stata sostituita dall'allestimento Cityzen su telaio Scania prodotto intorno al 1996 e dall'allestimento Pioneer su altro telaio prodotto intorno al 1997.